# The Power of Love (film, 1912)
Pour les articles homonymes, voir The Power of Love.
The Power of Love est un film muet américain réalisé par Allan Dwan et sorti en 1912.

## Fiche technique
- Réalisation : Allan Dwan
- Date de sortie : 
  - États-Unis : 19 décembre 1912

## Distribution
- J. Warren Kerrigan : Bob Newcomer
- Pauline Bush : Martha Blount
- Jack Richardson : Jack Woomer
- Jessalyn Van Trump : Mabel Blount